# Kropotkin (ciudad)
Kropotkin (en ruso Кропо́ткин) es una ciudad, centro administrativo del raión de Kavkázskaya del krai de Krasnodar, ubicada en las llanuras de Kubán-Priazov de la margen derecha del río Kubán, 136 km al noroeste de Krasnodar. Tenía 80 806 habitantes en 2010. Es cabeza del ókrug urbano homónimo.

## Historia
Fue fundada con el nombre de Románovski Jútor en 1874 en el lugar de un puesto militar de avanzada zarista ruso construido a fines del siglo XVIII. El nombre le fue puesto por la stanitsa Románovskaya del óblast de Rostov. Era un asentamiento de trabajadores para una estación del ferrocarril del Cáucaso Norte (Kavkázskaya). Fue renombrada en honor a Piotr Kropotkin el 4 de febrero de 1921, cuando se le otorgó el estatus de ciudad, siendo designada centro administrativo del raión Kropótkinskoye el 2 de junio de 1924 dentro del ókrug de Armavir del krai del Sudeste.
En el Frente oriental de la Segunda Guerra Mundial fue ocupada el 4 de agosto de 1942 por la Wehrmacht de la Alemania Nazi y recapturada el 28 de enero de 1943 por las tropas del Frente del Cáucaso Norte del Ejército Rojo de la Unión Soviética en la Batalla del Cáucaso.

## Demografía
| 1926   | 1939   | 1959   | 1970   | 1979   | 1989   |
| ------ | ------ | ------ | ------ | ------ | ------ |
| 31 000 | 41 600 | 54 000 | 68 300 | 70 200 | 75 929 |
| 1996   | 2000   | 2002   | 2008   | 2010   |        |
| 82 000 | 82 800 | 79 185 | 80 528 | 80 806 |        |

El 91.1 % de la población es de etnia rusa y el 4.1 % es de etnia armenia.

## Cultura y lugares de interés
En los alrededores de la localidad se han hallado kurganes de la Edad del Bronce. El centro histórico de la ciudad es de finales del siglo XIX y principios del siglo XX, en el que cabe destacar la iglesia Sviato-Pokrovski y el edificio de la estación, de 1903. Asimismo en la localidad se encuentra el Parque de la Victoria con monumentos en memoria de la Gran Guerra Patria.

## Economía y transporte
Kropotkin es un centro importante de la industria alimentaria del krai de Krasnodar. Otros sectores de relieve son la industria química, la ingeniería mecánica y la industria de los materiales de construcción.
La estación de ferrocarril de la ciudad lleva por nombre Kávkazskaya. Es un importante nodo ferroviario entre las línas Bakú - Rostov (ferrocarril del Cáucaso Norte) y Sebastopol - Krasnodar. Por la localidad pasa la carretera federal M29 Pávlovskaya - Grozni - Magaramket.